# Амедео Авогадро

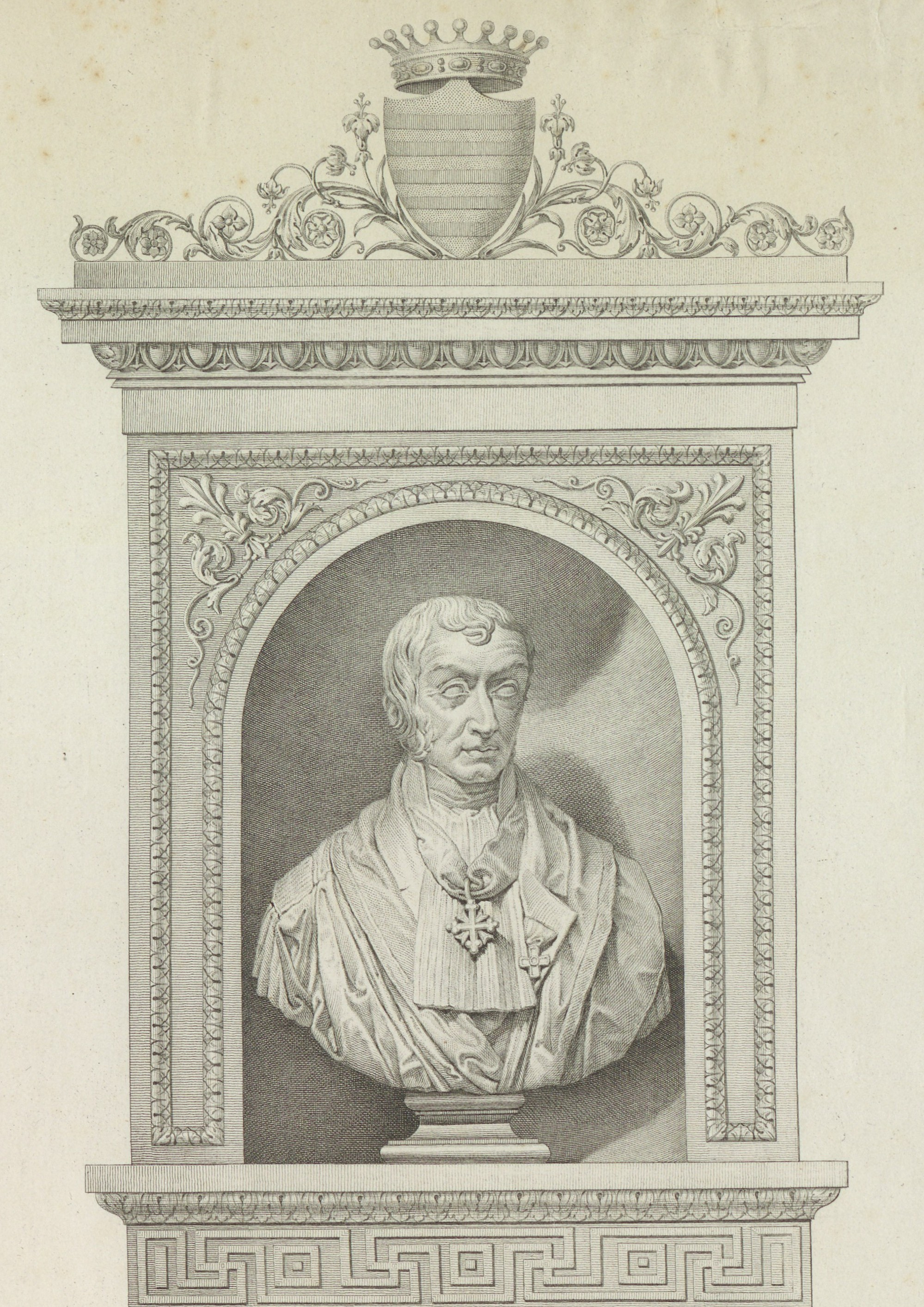
Amedeo Avogadro

Амеде́о Авога́дро (італ. Lorenzo Romano Amedeo Carlo Avogadro di Quaregna e Cerreto; 9 серпня 1776 — 9 липня 1856) — італійський вчений, фізик, хімік.
За освітою юрист, закінчив юридичний факультет Туринського університету. З 1800 самостійно вивчав математику, фізику і хімію. У 1809-1819 викладав фізику у ліцеї м. Верчеллі. З 1820 Авогадро професор фізики в Туринському університеті. Став першим хіміком який ввів постійну одиницю.
Досліджував різні фізичні і хімічні явища. Заклав основи молекулярної теорії (1811), обґрунтувавши думку, що атоми можуть сполучатися в молекули, дослідами Гей-Люссака та основними положеннями атомістики Дж. Дальтона. Авогадро встановив важливий фізичний закон — закон Авогадро, на підставі якого визначають атомну і молекулярну масу. Ім'ям Авогадро названа універсальна стала — число Авогадро, число молекул в одному молі ідеального газу (NA = 6.02214129(27)×1023 моль−1). Розробив метод визначення молекулярної маси, завдяки чому, використавши експериментальні дані інших дослідників, уперше правильно вирахував атомні маси кисню, вуглецю, азоту, хлору та ін. елементів. Встановив точний кількісний склад багатьох речовин — води, кисню, аміаку та багатьох оксидів. Також вивчав кристалічну будову твердих тіл і узагальнив відомості про склад речовини.
Його праці сприяли подальшому розвитку Атомно-Молекулярної теорії.

## Життєпис
Граф Лоренцо Романо Амедео Карло Авогадро народився 9 серпня 1776 в Турині (Італія) в сім'ї службовця судового відомства Філіппо Авогадро. Амедео був третім з восьми дітей. В юнацькі роки відвідував школу геометрії та експериментальної фізики. За традицією того часу професії і посади передавалися у спадок, тому Амедео зайнявся юриспруденцією. У 20 років отримав ступінь доктора церковного законознавства. У 25 років почав самостійно вивчати фізико-математичні науки.
У 1803 і 1804 роках він, спільно зі своїм братом Феліче, представив в Туринську академію наук дві роботи, присвячені теорії електричних і електромагнітних явищ, за що і був обраний в 1804 році членом-кореспондентом цієї академії. У першій роботі під назвою «Аналітична замітка про електрику» він пояснив поведінку провідників і діелектриків в електричному полі, зокрема явище поляризації діелектриків. Висловлені ним ідеї отримали потім більш повний розвиток в роботах інших вчених. У 1806 році Авогадро отримує місце репетитора в Туринському ліцеї. У 1809 переводиться викладачем фізики і математики в ліцей міста Верчеллі.
У вересні 1819 Авогадро обирається членом Туринської академії наук. У 1820 році королівським указом Авогадро призначається першим професором нової кафедри вищої фізики в Туринський університет. У 1822 році Туринський університет був закритий владою після студентських заворушень. У 1823 році Авогадро отримує почесний титул заслуженого професора вищої фізики і призначається старшим інспектором в палату з контролю за державними витратами. Незважаючи на нові обов'язки, Авогадро продовжував займатися науковими дослідженнями.
У 1832 році Туринський університет знову отримав кафедру вищої фізики, але її запропонували не Авогадро, а відомому французькому математику Огюстену Луї Коші, який покинув батьківщину в 1830 році. Тільки через два роки, після від'їзду Коші, Авогадро зміг зайняти цю кафедру, де і пропрацював до 1850 року. У тому році він пішов з університету, передавши кафедру своєму учневі Феліче Кью.
Після відходу з університету Авогадро деякий час обіймав посаду старшого інспектора Контрольної палати, а також був членом Вищої статистичної комісії, Вищої ради народної освіти і головою Комісії  мір і вагів. Незважаючи на поважний вік, він продовжував публікувати свої дослідження в працях Туринської академії наук. Остання його робота вийшла друком за три роки до смерті, коли Авогадро виповнилося 77 років. Він помер в Турині 9 липня 1856 і похований у родинному склепі в Верчеллі.

## Наукова діяльність
Свою наукову діяльність Авогадро почав з вивчення електричних явищ. Роботи Авогадро, присвячені цій темі, з'являлися аж до 1846 року. Велику увагу приділяв він також дослідженням у галузі електрохімії, намагаючись знайти зв'язок між електричними і хімічними явищами, що привело його до створення своєрідної електрохімічної теорії. В цьому відношенні його дослідження стикалися з роботами знаменитих хіміків Деві і Берцеліуса. Але в історію фізики Авогадро увійшов як відкривач одного з найважливіших законів молекулярної фізики.
У 1811 році з'явилася стаття Авогадро «Нарис методу визначення відносних мас елементарних молекул тіл і пропорцій, згідно з якими вони входять в з'єднання». Викладаючи основні уявлення молекулярної теорії, Авогадро показав, що вона не тільки не суперечить даним, отриманим Люссаком, але навпаки, прекрасно узгоджується з ними і відкриває можливість точного визначення атомних мас, складу молекул і характеру протікання хімічних реакцій.
За часів Авогадро його гіпотезу неможливо було довести теоретично. Але ця гіпотеза давала просту можливість експериментально встановлювати склад молекул газоподібних сполук і визначати їх відносну масу. Експеримент показує, що обсяги водню, кисню і утворених з цих газів парів води відносяться як 2 : 1 : 2. Висновки з цього факту можна зробити різні. Перший: молекули водню і кисню складаються з двох атомів (Н2 і О2), а молекула води — з трьох, і тоді вірно рівняння 2Н2 + О2 = 2Н2О. Але можливий і такий висновок: молекули водню одноатомні, а молекули кисню і води - двоатомні, і тоді вірне рівняння 2Н + О2 = 2НО з тим же співвідношенням обсягів 2 : 1 : 2. У першому випадку зі співвідношення мас водню і кисню у воді (1 : 8) випливало, що відносна атомна маса кисню дорівнює 16, а в другому — що вона дорівнює 8. До речі, навіть через 50 років після робіт Гей-Люссака деякі вчені продовжували наполягати на те, що формула води саме OH, а не Н2О. Інші ж вважали, що правильна формула Н2О2. Відповідно в ряді таблиць атомну масу кисню брали рівною 8.
Однак був простий спосіб вибрати з двох припущень одне вірне. Для цього треба було лише проаналізувати результати та інших аналогічних експериментів. Так, із них випливало, що рівні об'єми водню і хлору дають подвоєний об'єм хлороводню. Цей факт відразу відкидав можливість одноатомними водню: реакції типу H + Cl = HCl, H + Cl2 = HCl2 і їм подібні не дають подвоєного об'єму HCl. Отже, молекули водню (а також хлору) складаються з двох атомів. Але якщо молекули водню двоатомної, то двоатомної і молекули кисню, а в молекулах води три атома, і її формула — Н2О. Дивно, що такі прості доводи протягом десятиліть не могли переконати деяких хіміків у справедливості теорії Авогадро, яка протягом кількох десятиліть залишалася практично непоміченою. Частково це пояснюється відсутністю в ті часи простою і ясною запису формул і рівнянь хімічних реакцій. Але головне — противником теорії Авогадро був знаменитий шведський хімік Йенс Якоб Берцеліус, що мав незаперечний авторитет серед хіміків усього світу. Згідно з його теорією, всі атоми мають електричні заряди, а молекули утворені атомами з протилежними зарядами, які притягуються один до одного. Вважалося, що атоми кисню мають сильний негативний заряд, а атоми водню — позитивний. З точки зору цієї теорії неможливо було уявити молекулу кисню, що складається з двох однаково заряджених атомів! Але якщо молекули кисню одноатомні, то в реакції кисню з азотом: N + O = NO співвідношення обсягів повинно бути 1 : 1 : 1. А це суперечило експерименту: 1 л. азоту і 1 л. кисню давали 2 л. NO. На цій підставі Берцеліус і більшість інших хіміків відкинули гіпотезу Авогадро як не відповідає експериментальним даним!
У 1821 році в статті «Нові міркування про теорію певних пропорцій у з'єднаннях і про визначення мас молекул тіл» Авогадро підбив підсумок своєї майже десятирічної роботи в галузі молекулярної теорії і розповсюдив свій метод визначення складу молекул на цілий ряд органічних речовин. У цій же статті він показав, що інші хіміки, насамперед Дальтон, Деві і Берцеліус, не знайомі з його роботами, продовжують дотримуватися невірних поглядів на природу багатьох хімічних сполук і характер відбуваються між ними реакцій.
Ця робота цікава ще в одному відношенні: у ній вперше зустрічається ім'я Ампера, за висловом Авогадро, «одного з наймайстерніших фізиків наших днів», у зв'язку з його дослідженнями в галузі молекулярної теорії. Цю сторону діяльності Ампера зазвичай не згадують, оскільки його заслуги в галузі електродинаміки затьмарюють усі інші роботи. Тим не менш, Ампер працював і в галузі молекулярної фізики і незалежно від Авогадро (але дещо пізніше) прийшов до деяких з ідей, висловлених Авогадро. У 1814 році Ампер опублікував лист до хіміка Бертолле, в якому сформулював положення, яке по суті збігається з законом Авогадро. Тут же він вказував, що відповідна робота Авогадро стала йому відома вже після написання листа до Бертолле.